# Huilong (köping i Kina, Sichuan, lat 31,17, long 107,77)
Huilong (kinesiska: 回龙镇, 回龙) är en köping i Kina. Den ligger i provinsen Sichuan, i den sydvästra delen av landet, omkring 360 kilometer öster om provinshuvudstaden Chengdu.
Genomsnittlig årsnederbörd är 1 751 millimeter. Den regnigaste månaden är september, med i genomsnitt 350 mm nederbörd, och den torraste är december, med 13 mm nederbörd.